# Alexander Bartell
Alexander Bartell – zbrodniarz hitlerowski, esesman, członek załogi niemieckiego obozu koncentracyjnego Auschwitz-Birkenau.
Członek załogi obozu Auschwitz od 1942 do stycznia 1945. Brał udział w ewakuacji obozu. Bartell w okrutny sposób katował więźniów zarówno podczas swojej służby obozowej, jak i w trakcie marszu śmierci, w którym uczestniczył. 15 listopada 1948 wschodnioniemiecki sąd w Budziszynie skazał go za wyżej wymienione zbrodnie na dożywocie. Wyrok zatwierdził 23 czerwca 1949 Sąd Najwyższy Niemieckiej Republiki Demokratycznej w Dreźnie.